# Himbeerene Ukraine

Flagge von Kuban

Die Himbeerene Ukraine (ukrainisch Малинова Україна Malynowa Ukrajina) bzw. der Himbeerkeil (ukrainisch Малиновий Клин Malynowyj Klyn) ist die historische ukrainische Bezeichnung des früher von Ukrainern dicht besiedelten Landes im Kuban-Gebiet. Es ist ein Gebiet im Nordkaukasus, im Tal des Kuban-Flusses und seiner Nebenflüsse. Derzeit umfasst es das Gebiet der Region Krasnodar, Adygeja, den westlichen Teil der Region Stawropol, den nördlichen Teil von Karatschai-Tscherkessien und den südlichen Teil der Oblast Rostow.

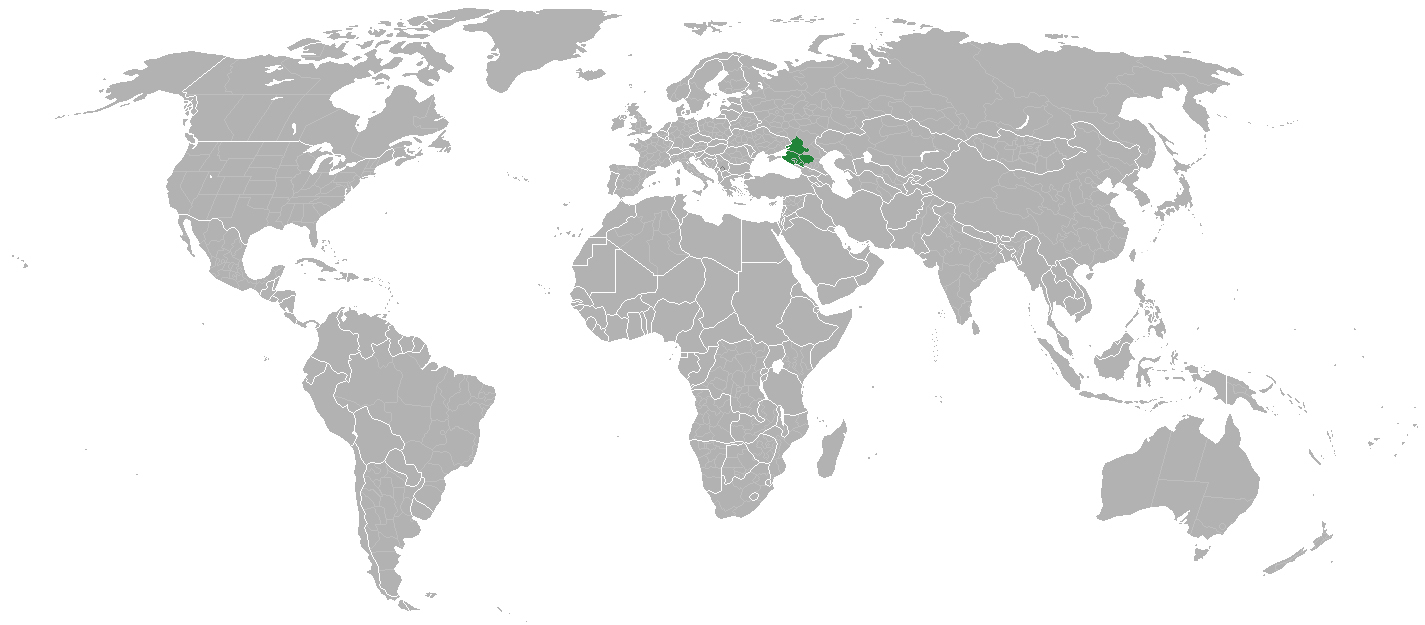
Lage des Himbeerkeils

Es gibt auch andere größere Gebiete mit ähnlichen Bezeichnungen, die von Ukrainern bewohnt werden: den Gelben Keil (mittlerer Teil der Wolga), den Grünen Keil (Ferner Osten) und den Grauen Keil (südwestliches Sibirien und Nordkasachstan).

## Geschichte
Der Name „Malynowyj Klyn“ wurde vom Ende des 18. bis zum Ende des 19. Jahrhunderts verwendet. Die Besiedlung des Landes erfolgte durch Massenumsiedlungen, zunächst durch Saporoger Kosaken und dann durch ukrainische Bauern. Nach der Auflösung der Saporoger Kosaken in den Jahren 1775–1780 durch die russische Kaiserin Katharina II. wurden neue Siedler in die südlichen Regionen des Kuban umgesiedelt.
Aufgrund der Möglichkeit eines bewaffneten Konflikts zwischen Russland und dem Osmanischen Reich organisierte die zaristische Regierung Anfang 1787 die sogenannte Armee der treuen Kosaken. Zusammen mit der russischen Armee nahm sie am Russisch-Türkischen Krieg teil. Im Jahr 1788 änderten die Kosaken dieser Formation ihren Namen in Schwarzmeer-Kosakenarmee. Die Schwarzmeer-Kosaken gründeten 40 Kuren-Städte im Kuban-Gebiet und gaben ihnen die gleichen Namen wie ihre ursprünglichen Kuren (ukrainisch курінь kurin’ = militärische Organisation bei den Saporoger Kosaken) oder Reihen in der Saporoger Sitsch.
In den folgenden Jahren wurden einige der ehemaligen Kosaken, die sich nach der Zerstörung der Sitsch in den Gebieten der Gouvernements Jekaterinoslaw und Cherson niederließen, in das Kuban-Gebiet umgesiedelt. Die Siedler betrachteten sich als Ukrainer (derzeit besitzen 82 % der Einwohner der Region Krasnodar die russische Staatszugehörigkeit), und an einigen Orten behielten sie ihre eigene Sprache sowie einheimische Traditionen und Folklore bei.

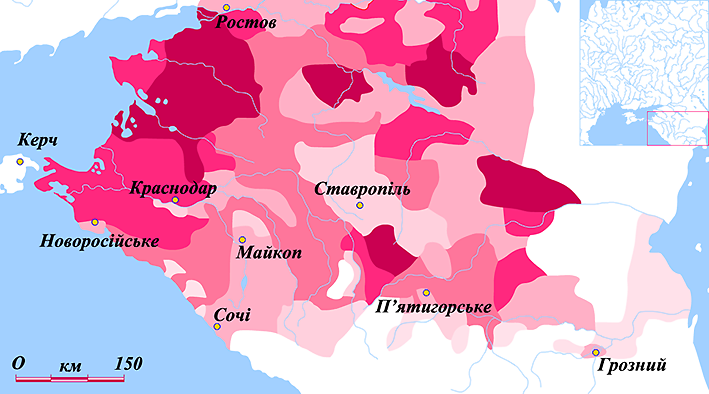
Ukrainer im Kuban-Gebiet nach dem Zensus von 1926

Nach der Oktoberrevolution leistete die neu gegründete kubansche Regierung mit Sitz in Jekaterinodar unter Führung des Kubanschen Militärrats heftigen Widerstand gegen die bolschewistischen Truppen. Im Januar 1918 gelang es den Bolschewiken, einen Teil der Gebiete des Himbeerkeils zu übernehmen und ihre eigenen Machtzentren zu schaffen, u. a. in Armawir und Krymsk. Ende Mai dieses Jahres fusionierte die Kubansche Republik mit der Schwarzmeerrepublik zur Kuban-Schwarzmeer-Republik, die schließlich Teil der Sowjetunion wurde.

## Heute

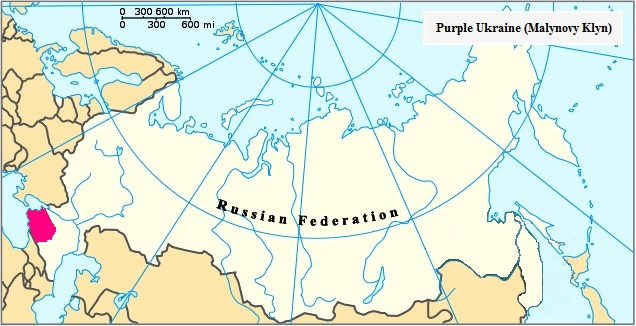
Der Himbeerkeil in der heutigen Russischen Föderation

Die Fläche des ehemaligen Himbeerkeils umfasst über 100.000 Quadratkilometer.
Die größten Städte sind Krasnodar (ehemals Jekaterinodar), Stawropol, Noworossijsk, Armawir, Maikop.
Die ukrainische Sprache, die heute noch teilweile im Himbeerkeil gesprochen wird, wird von Russland als russischer Dialekt angesehen und gemeinhin als Balatschka (ukrainisch und russisch Балачка) bezeichnet. Die Balatschka steht dem Ukrainischen jedoch deutlich näher als dem Russischen.
Von großer wirtschaftlicher Bedeutung (einschließlich Export) sind die in diesem Gebiet geförderten Erdöl- und Erdgasvorkommen sowie Vorkommen von Mergel, Marmor, Kalkstein, Ton, Sandstein, Kies und Quarzsand. Darüber hinaus werden Lagerstätten von Steinsalz, Eisen- und Apatiterz sowie kleine Lagerstätten von Gold und Silber genutzt.
Wichtige Wirtschaftszweige sind die Fischerei- und Forstwirtschaft, die Jagd, Werften und Seehäfen, der Getreide-, Sonnenblumen- und Weinanbau. Gut entwickelt sind auch Gartenbau, Geflügel-, Schweine- und Pferdezucht sowie die Imkerei.